# جرنوق
الجَرْنُوقُ أو الزّرافيّ العنق (الاسم العلمي: Litocranius walleri) نوع من الظباء طويل الرقبة، وجد في الأراضي الجافة والصحراوية في القرن الأفريقي ومنطقة البحيرات العظمى الأفريقية. اسمه مشتق من garanug في اللغة الصومالية وتعني الغزال طويل الرقبة.

## الوصف
الجرنوق هو ظباء طويل ونحيل بشكل ملحوظ يشبه الغزلان. تتميز برقبتها وأطرافها الطويلة النحيلة ، والرأس المسطح الذي يشبه الإسفين والعينان المستديرتان الكبيرتان. يبلغ طول الذكور حوالي 89-105 سم (35-41 1⁄2 بوصة) ، والإناث الأقصر 80-100 سم (31-39 بوصة) ؛ يتراوح طول الرأس والجسم عادةً بين 140 و 160 سم (55 و 63 بوصة). وزن الذكور بين 31 و 52 كجم (68 و 115 رطلاً) ؛ الإناث أخف وزناً ، حيث تزن 28-45 كجم (62-99 رطلاً). النوع ثنائي الشكل جنسيا. يبلغ طول الذيل ، الذي ينتهي بخصلة سوداء ، 25-35 سم (10-14 بوصة).
يظهر نوعان من التلوين بوضوح على الغلاف الأملس: الأجزاء الظهرية ذات اللون البني المحمر (الظهر أو "السرج") ، والأجنحة الأخف ، تزلف إلى برتقالية. أسفل البطن وباطن الساقين كريمي اللون. العيون والفم محاطة بالفراء الأبيض. الإناث لديها بقعة داكنة على التاج. القرون موجودة فقط في الذكور ، تشبه القيثارة (على شكل حرف "S"). عند الانحناء للخلف ثم للأمام قليلاً ، يبلغ قياسهما 25-44 سم (10-17 1⁄2 بوصة).

## البيئة والسلوك
الجرنوق هو حيوان نهاري (نشط بشكل رئيسي خلال النهار) ، على الرغم من أنه عادة ما يقف أو يستريح في الظل أثناء الظهر. يعتبر البحث عن الطعام والتغذية النشاط الرئيسي له طوال اليوم ؛ يبدو أن الإناث يقضين وقتًا أطول في التغذية. قد يعرض الجرنوق نفسه للمطر ، ربما لتبريد جسده. يتكون الهيكل الاجتماعي من قطعان صغيرة من عضوين إلى ستة أفراد. تتكون القطعان عادة من جنس واحد ، على الرغم من أن القطعان الأنثوية لديها أيضًا صغار. يعيش بعض الذكور حياة انفرادية.
القتال والسفر غير شائعين لديه ، ربما كاستراتيجية لتوفير الطاقة من أجل البحث عن الطعام. يحافظ كلا الجنسين على مسافات كبيرة من 3 إلى 6 كيلومترات مربعة (1-2 1⁄2 ميل مربع) ، وقد تتداخل. يتم تمييز الرائحة الخاصة بالذكور بإفرازات الغدة قبل الحجاجية ويتم حراستها - ومن ثم يمكن تسميتها مناطق. يبدو أن ميل الظباء للجلوس يزداد مع تقدم العمر.